# فایسترایتس ام وکسل
فایسترایتس ام وکسل (به آلمانی: Feistritz am Wechsel) یک منطقهٔ مسکونی در اتریش است که در ناحیه نوین‌کیرشن واقع شده‌است. فایسترایتس ام وکسل ۱٬۰۸۱ نفر جمعیت دارد.